# Gabriela Potorac
Gabriela Potorac, (Bacău, 6 de fevereiro de 1973), é uma ex-ginasta romena, que competiu em provas de ginástica artística.
Gabriela fez parte da equipe romena que disputou os Jogos Olímpicos de Seul, em 1988, Coreia do Sul.

## Carreira
Gabriela iniciou na ginástica, aos cinco anos, treinando CS Bacau. Pouco tempo depois, foi levada para treinar ao lado da equipe nacional, em Deva. Em 1986, aos treze anos, Gabriela disputou o Romênia vs França, conquistando a medalha de ouro por equipes, e a prata no individual geral. Ainda em 1986, no Europeu Júnior, a ginasta fora bronze nas barras, quarta no salto e equipe, e sexta no geral.
No ano posterior, na etapa de Copa do Mundo de Cottbus, a ginasta fora medalhista de ouro no evento geral individual. No evento seguinte, no Balkan Championships, conquistou a medalha de ouro no individual, trave e barras. Em 1988, na etapa de Copa do Mundo, novamente em Cottbus, a ginasta fora prata no evento geral, e ouro nas barras assimétricas. No Europeu Júnior, Potorac foi ouro na trave, prata no geral e bronze nas paralelas. Em sua primeira aparição olímpica, nos Jogos Olímpicos de Seul, Gabriela conquistou três medalhas: duas pratas por equipes e no evento de salto, na final da trave, foi apenas terceira.
No ano seguinte aos Jogos, a ginasta disputou o Campeonato Europeu de Bruxelas. No evento, conquistou a medalha de ouro na prova final da trave de equilíbrio. Como último evento do ano, a ginasta participou do Campeonato Europeu de Stuttgart, conquistando a medalha de prata por equipes, e o bronze na trave. Em 1990, a ginasta foi 18ª ranqueada no individual geral do Dutch Open. Após a realização do evento, a ginasta anunciou oficialmente sua aposentadoria do desporto, aos dezesseis anos de idade. Logo depois, iniciou sua carreira de técnica da modalidade, treinando no Japão, onde mora atualmente.

## Principais resultados
| Ano  | Evento                                    | AA               | Equipe           | Salto sobre o cavalo | Trave             | Barras assimétricas | Solo              |
| ---- | ----------------------------------------- | ---------------- | ---------------- | -------------------- | ----------------- | ------------------- | ----------------- |
| 1986 | Romênia vs França                         | Medalha de prata | Medalha de ouro  |                      |                   |                     |                   |
| 1986 | Campeonato Europeu Júnior                 | 6º               | 4º               | 4º                   |                   | Medalha de bronze   |                   |
| 1987 | Copa do Mundo - Cottbus                   | Medalha de ouro  |                  |                      |                   |                     |                   |
| 1987 | Balkan Championships                      | Medalha de ouro  |                  |                      | Medalha de ouro   | Medalha de ouro     |                   |
| 1988 | Copa do Mundo - Cottbus                   | Medalha de prata |                  |                      |                   | Medalha de ouro     |                   |
| 1988 | Campeonato Europeu Júnior                 | Medalha de prata |                  | 4º                   | Medalha de ouro   | Medalha de prata    | Medalha de bronze |
| 1988 | Jogos Olímpicos                           | 4º               | Medalha de prata | Medalha de prata     | Medalha de bronze |                     |                   |
| 1989 | Campeonato Europeu                        | 4º               |                  |                      | Medalha de ouro   | 4º                  |                   |
| 1989 | Campeonato Mundial de Ginástica Artística | 16º              | Medalha de prata | 6º                   | Medalha de bronze | 5º                  |                   |
| 1990 | Dutch Open                                | 18º              |                  |                      |                   |                     |                   |